# Jumal
Jumal är en ort i Mexiko.   Den ligger i kommunen Tantoyuca och delstaten Veracruz, i den sydöstra delen av landet, 240 km norr om huvudstaden Mexico City. Jumal ligger 160 meter över havet och antalet invånare är 374.
Terrängen runt Jumal är huvudsakligen platt. Jumal ligger uppe på en höjd. Runt Jumal är det ganska tätbefolkat, med 72 invånare per kvadratkilometer. Närmaste större samhälle är Tantoyuca, 7,4 km sydväst om Jumal. Trakten runt Jumal består till största delen av jordbruksmark.